# Fabián Cancelarich
Fabián Cancelarich est un footballeur argentin né le 20 décembre 1965 à Los Nogales (province de Santa Fe) en Argentine et mort le 14 mai 2024. Il est actif de 1986 à  2004 comme gardien de but.
Cancelarich est sélectionné pour la Coupe du monde 1990 avec l'équipe d'Argentine, où il fait office de gardien remplaçant. 
Il a remporté la Copa América 1991.
Fabián Cancelarich n'a joué que dans des clubs argentins durant sa longue carrière qui aura duré 18 ans.

## Palmarès
- Finaliste de la Coupe du monde 1990 avec l'équipe d'Argentine
- Vainqueur de la Copa América 1991 avec l'équipe d'Argentine
- Vainqueur de la Coupe des confédérations 1992 avec l'équipe d'Argentine